# Акведук в Бадене
Действующий акведук в Бадене (нем. Aquädukt Baden) входит в первую линию доставки высокогорной воды в Вену. Является защищенным памятником архитектуры Австрии. Построен в месте, где долина Швехата Хелененталь переходит в Венский бассейн, на западе Бадена.
Строительство началось в 1870 году и завершилось в октябре 1872. Полная длина акведука составляет около 788 м, высота просвета самых больших арок над Швехатом — 23 м, при полной высоте сооружения до 28 м. По мере изменяющейся высоты долины, арки акведука тоже заметно меняются в размерах. Всего наличествует:
- 5 арок шириной 9,5 м;
- 14 арок шириной 11 м;
- 8 арок шириной 13 м;
- 6 арок шириной 15 м;
- 9 арок шириной 13,6 м;
- одна 16-метровая арка;
- одна арка шириной 1,9 м;
- 7 арок шириной 1,9 м, скрытых под насыпями;
- 10 арок шириной 3,8 м, скрытых под насыпями.[1]

На заседании 3 декабря 1872 года, Совет Вены (Wiener Gemeinderat) отклонил запрос Бадена на создание променада на сооруженном акведуке.